# Pétersbourg TV-5

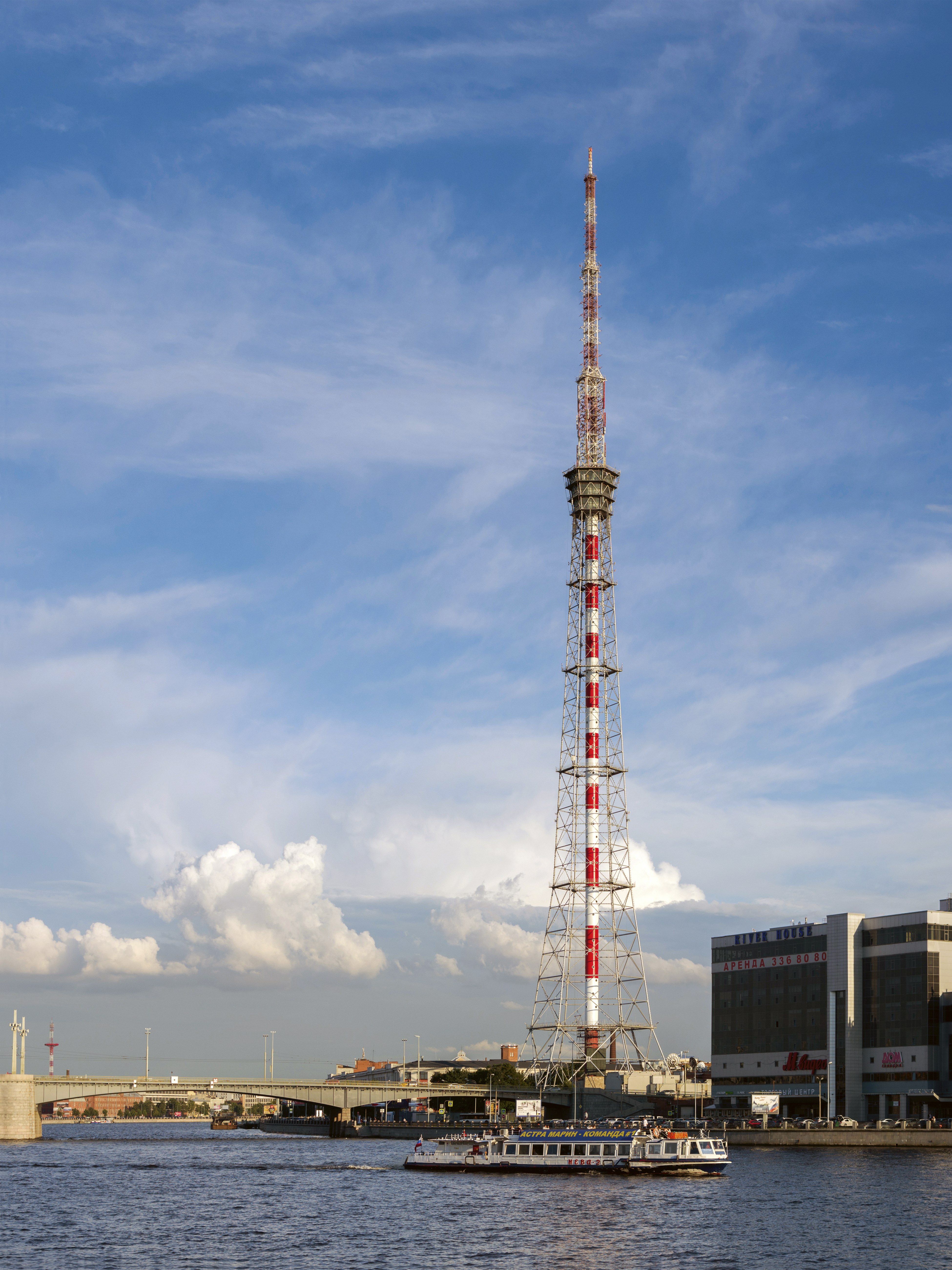
La tour de la télévision de Saint-Pétersbourg

 La Cinquième chaîne (Пятый канал ; en translittération anglaise: Pyatiy Kanal) est une chaîne télévisée russe dont le centre d'émission est à Saint-Pétersbourg. C'est la chaîne de télévision la plus ancienne d'URSS et de Russie, car elle succède à la chaîne publique Léningrad (plus tard Pétersbourg) fondée en 1938, qui fut très populaire durant les dernières années de la Perestroïka avec des programmes tels que 600 secondes, présenté par Alexandre Nevzorov. Pétersbourg TV-5 perdit beaucoup de cette popularité.
Elle émettait jusqu'en 1997 dans les villes de la partie européenne de la Russie, ainsi que dans celles de l'Oural, de la Sibérie occidentale et dans certaines parties du Kazakhstan, de la Biélorussie et des pays baltes.
En 1997 le réseau fédéral de la chaîne « Pétersbourg-Cinquième chaîne » (Peterbourg-Piaty Kanal) a été supprimé par un décret du président Eltsine pour le donner à la chaîne Culture. La chaîne n'a eu le droit d'émettre qu'à Saint-Pétersbourg et dans l'oblast de Léningrad.
Depuis le 1er octobre 2006, la chaîne a retrouvé ses droits à émettre de manière nationale. En plus des lieux précités, elle possède quatre-vingt licences régionales dans le pays et elle se trouve sur le réseau digital (DVB-T2) de seconde génération. Elle émet 24 heures sur 24 depuis 2008.
Cette chaîne diffuse surtout des séries et des films et produit quelques émissions et films, ainsi que ses bulletins d'information; elle est avant tout centrée sur les séries et les films à épisodes.
La chaîne a lancé sa déclinaison internationale le 2 avril 2018 sous le nom de Cinquième chaîne International («Пятый канал International»).
Depuis le 9 mars 2022, en raison de la refonte du centre de télévision de Saint-Pétersbourg (rue Chapyguine), le service d'information de la Cinquième chaîne a complètement déménagé à Moscou. En conséquence, les bulletins d'information (Izvestia) ont commencé à être diffusés de la capitale depuis les studios d'information de REN TV. Un certain nombre d'employés du service d'information ont également déménagé à Moscou, tandis que d'autres sont restés à Saint-Pétersbourg et sont passés à  la chaîne de télévision 78.
À partir du 1er juin 2022, le centre de diffusion de la Cinquième chaîne a déménagé à Moscou, y compris la salle de contrôle centrale à l'antenne qui distribue le signal dans tout le pays.